# Joseph-Sébastien d'Hane de Stuyvenberghe
Joseph Sébastien François d'Hane de Stuyvenberghe (Gent, 29 september 1746 - 30 maart 1826) was een Gentse edelman.

## Geschiedenis
Joseph-Sébastien behoorde tot de tweede tak van de familie d'Hane die afstamde van ridder Sébastiaan d'Hane (1593-1682), via die zijn tweede zoon, François d'Hane (1634-1682). Vanaf die zijn zoon, Jan d'Hane (1678-1727) noemden de leden van deze tak zich d'Hane de Stuyvenberghe. De zoon van Jan en de vader van Joseph-Sébastien was Sébastien d'Hane de Stuyvenberghe (1715-1752). Zijn moeder was diens tweede vrouw, Thérèse de Cabillau de Triponseau (1711-1783).
Onder het ancien régime droeg Joseph-Sébastien de titels van heer van Stuyvenberghe, Jolimont, Argy en Recq. Hij was een verre neef van Jean-Baptiste d'Hane de Steenhuyse. Hij begon een militaire carrière als onderluitenant bij het regiment Los Rios dat in Gent gekazerneerd was.
Hij trouwde in 1768 met zijn nicht Marie-Pétronille d'Hane (°1749). Ze kregen drie zoons, van wie wordt aangenomen dat ze nog voor hun ouders als vrijgezel zijn overleden. De jongste liet zich ongunstig kennen. Hij was nog maar veertien toen hij op de speelplaats van zijn school, het college van de Engelse dominicanen in Bornem, met een messteek een kameraad doodstak. Hij werd, met de nodige steun, door de rechterlijke overheid mild behandeld en het incident werd afgedaan als onopzettelijke doding. Er werd hem genade verleend, mits zijn vader voor de kosten opdraaide.
Joseph-Sebastien was actief in het verenigingsleven. Hij was een verdienstelijk schermer en werd in 1766 koning van de schermersgilde Sint-Michiel. Hij was ook actief lid en mecenas in de Sint-Jorisgilde en de Sint-Sebastiaansgilde. Hij was, samen met zijn vrouw, contribuant van de Academie voor teken-, schilder en bouwkunst. In 1782 behoorde hij tot de stichters van de Société de Gand, de gezelligheidsvereniging waar voorstanders van politieke vernieuwing elkaar ontmoetten.
Hij interesseerde zich voor genealogie en schreef een boek onder de titel Continuation des magistrats de la ville de Gand. Het boek bleef in manuscript en is zoekgeraakt.

## Stadsbestuurder
In 1783 werd d'Hane schepen van de Keure. Hij bleef dit tot in 1788. Hij werd daarna leenman van de kasselrij van de Oudburg.
Hij was verder ook nog:
- van 1781 gouverneur van de Armenkamer,
- van 1783 tot 1787 deken van de nering van schoenmakers en van die van de huidenvetters.

Als trouwe aanhanger van het Oostenrijks bestuur, hield hij zich met zijn gezin schuil tijdens de Brabantse Omwenteling, ergens buiten de stad. Toen de Oostenrijkers er weer waren, in 1791, werd hij benoemd tot hoogbaljuw van de heerlijkheid Sint-Baafs. Toen de Franse tijd aanbrak, hield hij zich op de achtergrond.
In 1816 werd hij, onder het Verenigd Koninkrijk der Nederlanden in de erfelijke adel erkend en benoemd in de Ridderschap van de provincie Oost-Vlaanderen.

## Vrijmetselaar
D'Hane werd lid van verschillende vrijmetselaarsloges: in 1765 bij La Discrète Impériale et Royale (hij was er tweede opziener), in 1770 bij La Constante Union (hij was er achtbare meester) en in 1776 bij La Bienfaisante (hij was afgevaardigde van zijn loge bij de provinciale Grootloge).
Hij speelde ook een niet onaanzienlijke rol in de Provinciale Grootloge die in de Oostenrijkse Nederlanden actief was. Hij werd er Provinciaal Zwaarddrager, Tweede en daarna Eerste grootopziener.
Onder het Verenigd Koninkrijk der Nederlanden was hij lid van La Félicité Bienfaisante en erelid van Les Vrais Amis en van Le Septentrion. In deze laatste loge werd hij gehuldigd op 2 september 1818 vanwege zijn lange toewijding aan de vrijmetselarij. Toen hij acht jaar later overleed, was hij zestig jaar lid geweest.